# Endostemon stenocaulis
Endostemon stenocaulis là một loài thực vật có hoa trong họ Hoa môi. Loài này được (Hedge) Ryding, A.J.Paton & Thulin mô tả khoa học đầu tiên năm 2003 publ. 2004.